# Krasznogorszkoje (Udmurtföld)
Krasznogorszkoje (oroszul: Красногорское) falu Oroszországban, Udmurtföldön, a Krasznogorszkojei járás székhelye.
Lakossága: 4425 fő (a 2010. évi népszámláláskor).

## Fekvése
Udmurtföld északnyugati részén, Izsevszktől 138 km-re északnyugatra, Glazovtól kb. 60 km-re délre fekszik, az Ubityi folyócska partján. 

## Története
A falut hivatalosan 1837-ben alapították és Szvjatogorjenek nevezték (jelentése 'szent hegy'). 1837 decemberben Jukamenszkojeból a fatemplomot átszállították és a következő évben itt állították fel. A 19. század végén téglából építettek templomot. 
1918-ban a faluban felkelés tört ki a vörösök ellen, melyet Sz. P. Barisnyikov vezetésével levertek. Miután a falu 1929-ben járási székhely lett, 1935-ben nevét Barisnyikovóra (és a járás nevét Barisnyikovóira) változtatták. A szovjet időszakban Barisnyikov különböző helyeken volt vezetői pozícióban, 1937-1938-ban az Udmurt ASZSZK pártbizottságának első titkára volt. 1938-ban letartóztatták (az uhtai Gulagban halt meg 1943-ban), a település nevét pedig sürgősen Krasznogorszkojere cserélték.